# Giải BAFTA lần thứ 36
Giải BAFTA lần thứ 36, được trao bởi Viện Hàn lâm Nghệ thuật Điện ảnh và Truyền hình Anh Quốc năm 1983 để tôn vinh những bộ phim xuất sắc nhất năm 1982.

## Chiến thắng và đề cử

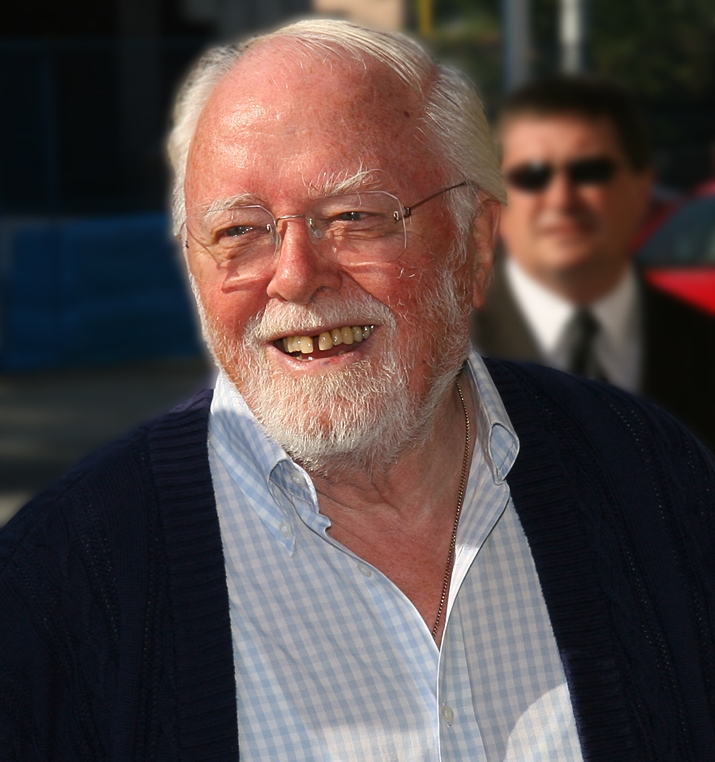
Richard Attenborough, Đạo diễn xuất sắc nhất

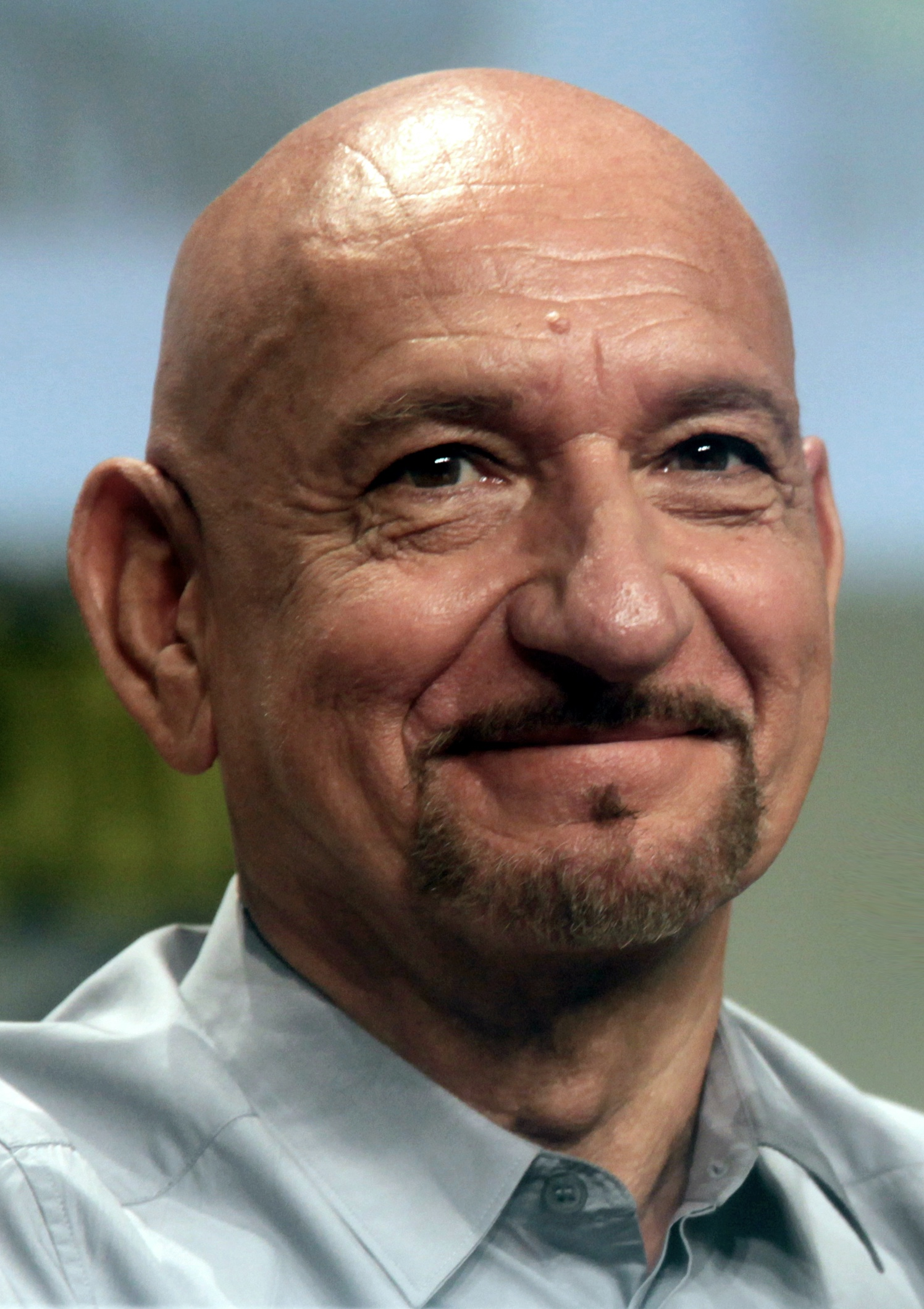
Ben Kingsley, Nam diễn viên và diễn viên mới xuất sắc nhất

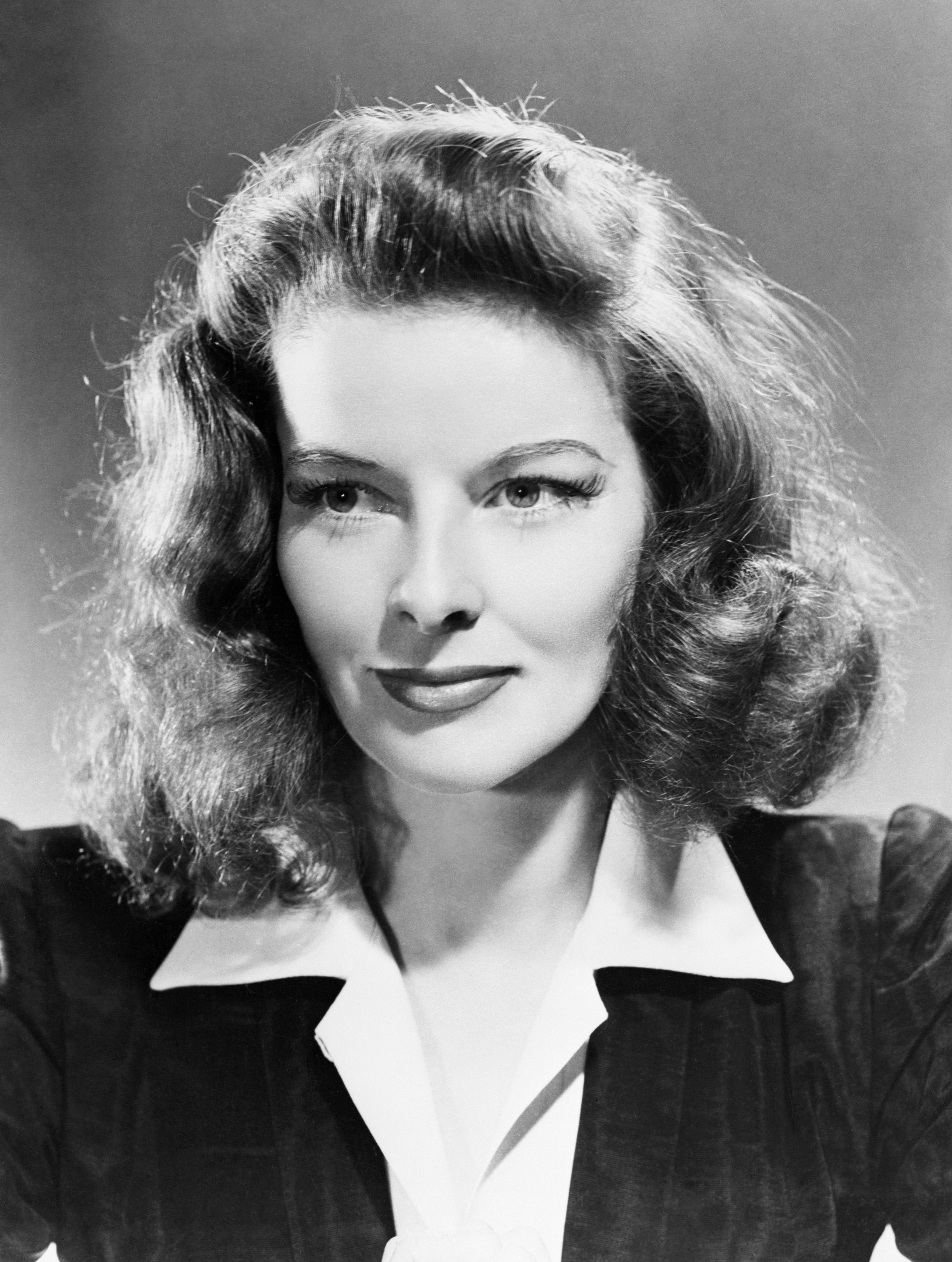
Katharine Hepburn, Nữ diễn viên xuất sắc nhất

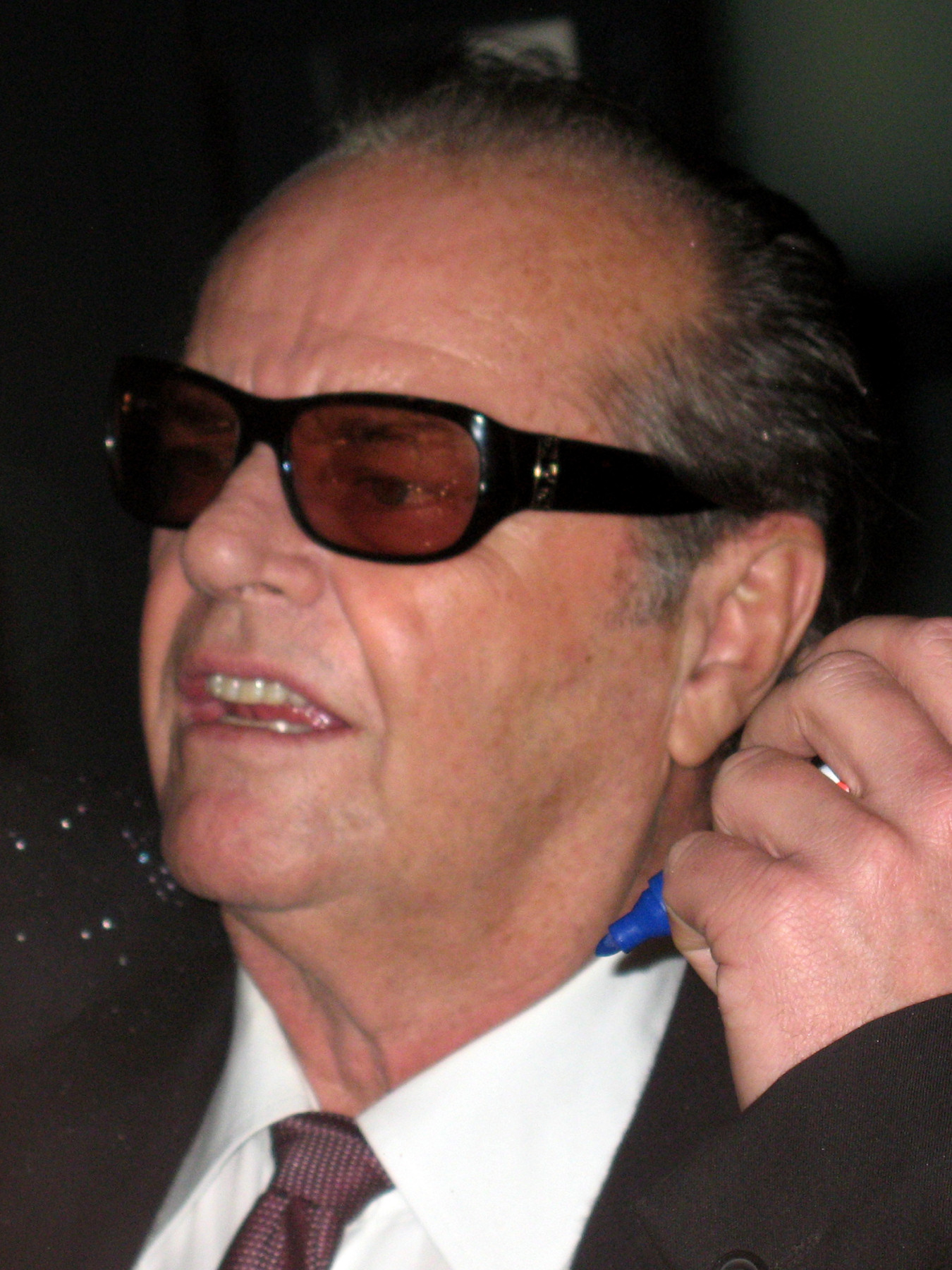
Jack Nicholson, Nam diễn viên phụ xuất sắc nhất

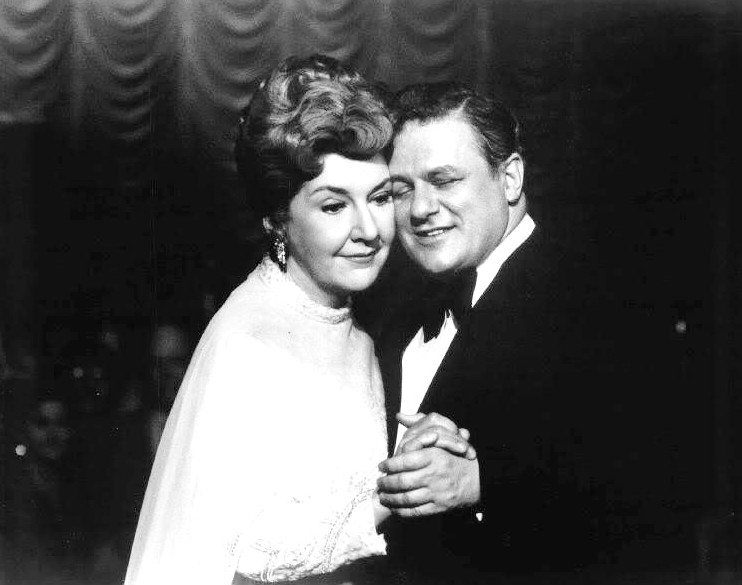
Maureen Stapleton, Đồng nhận giải Nữ diễn viên phụ xuất sắc nhất

| Phim hay nhất Gandhi – Richard Attenborough - E.T. Sinh vật ngoài hành tinh – Steven Spielberg và Kathleen Kennedy - Missing – Edward Lewis và Mildred Lewis - On Golden Pond – Bruce Gilbert | Đạo diễn xuất sắc nhất Richard Attenborough – Gandhi - Costa-Gavras – Missing - Mark Rydell – On Golden Pond - Steven Spielberg – E.T. Sinh vật ngoài hành tinh                                                                                         |
| Nam diễn viên chính xuất sắc nhất Ben Kingsley – Gandhi vai Mahatma Gandhi - Albert Finney – Shoot the Moon vai George Dunlap - Henry Fonda – On Golden Pond vai Norman Thayer - Jack Lemmon – Missing vai Edmund Horman - Warren Beatty – Reds vai John Reed | Nữ diễn viên chính xuất sắc nhất Katharine Hepburn – On Golden Pond vai Ethel Thayer - Diane Keaton – Reds vai Louise Bryant - Jennifer Kendal – 36 Chowringhee Lane vai Violet Stoneham - Sissy Spacek – Missing vai Joyce Horman                      |
| Nam diễn viên phụ xuất sắc nhất Jack Nicholson – Reds vai Eugene O'Neill - Edward Fox – Gandhi vai Reginald Dyer - Frank Finlay – The Return of the Soldier vai William Grey - Roshan Seth – Gandhi vai Jawaharlal Nehru | Nữ diễn viên phụ xuất sắc nhất Maureen Stapleton – Reds vai Emma Goldman Rohini Hattangadi – Gandhi vai Kasturba Gandhi - Candice Bergen – Gandhi vai Margaret Bourke-White - Jane Fonda – On Golden Pond vai Chelsea Thayer Wayne                      |
| Kịch bản xuất sắc nhất Missing – Costa-Gavras và Donald E. Stewart - E.T. Sinh vật ngoài hành tinh – Melissa Mathison - Gandhi – John Briley - On Golden Pond – Ernest Thompson | Quay phim xuất sắc nhất Blade Runner – Jordan Cronenweth - E.T. Sinh vật ngoài hành tinh – Allen Daviau - Gandhi – Billy Williams và Ronnie Taylor - Reds – Vittorio Storaro                                                                            |
| Thiết kế phục trang xuất sắc nhất Blade Runner – Charles Knode và Michael Kaplan - The Draughtsman's Contract – Sue Blane - Gandhi – John Mollo và Bhanu Athaiya - Reds – Shirley Ann Russell | Dựng phim xuất sắc nhất Missing – Françoise Bonnot - Blade Runner – Terry Rawlings - E.T. Sinh vật ngoài hành tinh – Carol Littleton - Gandhi – John Bloom                                                                                              |
| Hóa trang và làm tóc xuất sắc nhất Quest for Fire – Sarah Monzani, Christopher Tucker và Michèle Burke - Blade Runner – Marvin Westmore - E.T. Sinh vật ngoài hành tinh – Robert Sidell - Gandhi – Tom Smith | Nhạc phim hay nhất E.T. Sinh vật ngoài hành tinh – John Williams - Blade Runner – Vangelis - Gandhi – Ravi Shankar và George Fenton - Missing – Vangelis                                                                                                |
| Bài hát trong phim hay nhất "Another Brick in the Wall" (Pink Floyd – The Wall) – Roger Waters - "Eye of the Tiger" (Rocky III) – Jim Peterik và Frankie Sullivan - "One More Hour" (Ragtime) – Randy Newman - "Tomorrow" (Annie) – Charles Strouse và Martin Charnin | Thiết kế sản xuất xuất sắc nhất Blade Runner – Lawrence G. Paull - E.T. Sinh vật ngoài hành tinh – James D. Bissell - Gandhi – Stuart Craig - Reds – Richard Sylbert                                                                                    |
| Âm thanh xuất sắc nhất Pink Floyd – The Wall – James Guthrie, Eddy Joseph, Clive Winter, Graham V. Hartstone và Nicolas Le Messurier - Blade Runner – Peter Pennell, Bud Alper, Graham V. Hartstone và Gerry Humphreys - E.T. Sinh vật ngoài hành tinh – Charles L. Campbell, Gene Cantamessa, Robert Knudson, Robert Glass và Don Digirolamo - Gandhi – Jonathan Bates, Simon Kaye, Gerry Humphreys và Robin O'Donoghue | Hiệu ứng hình ảnh đặc biệt xuất sắc nhất Poltergeist – Richard Edlund - Blade Runner – Douglas Trumbull, Richard Yuricich và David Dryer - E.T. Sinh vật ngoài hành tinh – Dennis Muren và Carlo Rambaldi - Tron – Richard Taylor và Harrison Ellenshaw |
| Phim tài liệu hay nhất Burden of Dreams – Les Blank - The Atomic Cafe – Kevin Rafferty, Jayne Loader và Pierce Rafferty - Not a Love Story: A Film About Pornography – Bonnie Sherr Klein - The Weavers: Wasn't That a Time! – Jim Brown | Phim không nói tiếng Anh hay nhất Christ Stopped at Eboli – Francesco Rosi - Das Boot – Wolfgang Petersen - Diva – Jean-Jacques Beineix - Fitzcarraldo – Werner Herzog                                                                                  |
| Phim hoạt hình ngắn hay nhất Dreamland Express – David Anderson - Some of Your Bits Ain't Nice – Richard Taylor - Sound Collector – Lynn Smith | Phim ngắn hay nhất The Privilege – Ian Knox - Rating Notman – Carlo Gébler - The Rocking Horse Winner – Robert Bierman - A Shocking Accident – James Scott                                                                                              |
| Diễn viên mới xuất sắc nhất Ben Kingsley – Gandhi vai Mahatma Gandhi - Drew Barrymore – E.T. Sinh vật ngoài hành tinh vai Gertie - Henry Thomas – E.T. Sinh vật ngoài hành tinh vai Elliott - Kathleen Turner – Body Heat vai Matty Tyler Walker | |

## Thống kê
| Số lượng | Phim                          |
| -------- | ----------------------------- |
| 16       | Gandhi                        |
| 12       | E.T. Sinh vật ngoài hành tinh |
| 8        | Blade Runner                  |
| 7        | Missing                       |
| 7        | Reds                          |
| 6        | On Golden Pond                |
| 2        | Pink Floyd – The Wall         |

| Số lượng | Phim                  |
| -------- | --------------------- |
| 5        | Gandhi                |
| 3        | Blade Runner          |
| 2        | Missing               |
| 2        | Pink Floyd – The Wall |
| 2        | Reds                  |